# La Maison sur le lac
Pour l'album d'Europe, voir Bag of Bones.
Ne doit pas être confondu avec La Maison du lac.
La Maison sur le lac (Bag of Bones) est une mini-série américaine, adaptée du roman Sac d'os de Stephen King, réalisée par Mick Garris, diffusée les 11 et 12 décembre 2011 sur A&E.
En France, elle a été diffusée à partir du 22 novembre 2015 sur HD1. Elle reste inédite dans les autres pays francophones.

## Synopsis
Mike Noonan, auteur de romans à succès, vient de perdre son épouse Jo dans un accident. Pour préparer son prochain livre, il décide de se retirer dans sa résidence secondaire, un chalet situé sur les bords d'un lac du Maine. Il fait aussi la connaissance de Mattie, une jeune veuve, et de sa petite fille Kayla. Or Max Devore, le beau-père de Mattie, un multimillionnaire, cherche à obtenir la garde de la fillette. Mattie a en effet tué son mari Lance, le fils de Max, alors qu'il essayait de noyer Kayla. 
Bientôt Mike se trouve confronté à la fois à des cauchemars, des phénomènes étranges, à des fantômes hantant sa maison, dont celui de sa défunte femme et celui de Sara Tidwell, une chanteuse disparue dans les années 1930, ainsi qu'à Max Devore qui est prêt à tout pour parvenir à ses fins.

## Fiche technique
- Titre original : Bag of Bones
- Titre français : La Maison sur le lac
- Réalisation : Mick Garris
- Scénario : Matt Venne, d'après le roman Sac d'os de Stephen King
- Photographie : Barry Donlevy
- Montage : Andrew Cohen et Patrick McMahon
- Musique : Nicholas Pike
- Pays d'origine :  États-Unis
- Langue originale : anglais
- Genre : horreur, fantastique
- Durée : 157 minutes
- Dates de diffusions :
  -  États-Unis : 11 et 12 décembre 2011 sur A&E
  -  France : 22 novembre 2015 sur HD1
- Sortie DVD : 5 décembre 2020

## Distribution
- Pierce Brosnan (VF : Emmanuel Jacomy) : Mike Noonan[2]
- Melissa George (VF : Claire Guyot) : Mattie Devore[3]
- Annabeth Gish (VF : Veronique Augereau) : Jo Noonan[2]
- Anika Noni Rose (VF : Fily Keita) : Sara Tidwell[4]
- Matt Frewer (VF : Jean-Luc Kayser) : Sid Noonan
- Jason Priestley (VF : Luq Hamet) : Marty[5]
- Caitlin Carmichael (VF : Clara Quilichini) : Kayla Devore
- Peter MacNeill (VF : Jean-Claude Sachot) : Bill Dean
- William Schallert (VF : Jean-François Lalet) : Max Devore[5]
- Julian Richings (VF : Éric Legrand) : Elmer Durgin
- Deborah Allen (VF : Annie Le Youdec) : Brenda Meserve
- Deborah Grover : Rogette Whitmore

Source et légende : version française (VF) selon le carton du doublage français télévisuel.

## Autour du réalisateur
Mick Garris a déjà adapté des livres de Stephen King (Shining, l'enfant lumière, Le Fléau, etc.).

## Autour de la mini-série
La mini-série a été tournée en Nouvelle-Écosse au Canada, notamment à Liverpool, Halifax, Milford (en) et Grand Lake (en).
Le 5 décembre 2020, la mini-série est éditée en DVD par Seven7, sous le titre Sac d'os, soit le titre du roman éponyme.